# Date Narikuni
Date Narikuni est un nom japonais traditionnel ; le nom de famille (ou le nom d'école), Date, précède donc le prénom (ou le nom d'artiste).
Date Narikuni (伊達斉邦, 16 novembre 1817-9 septembre 1841) est un daimyo (seigneur féodal) de l'époque d'Edo, de 1827 à 1841.

## Source de la traduction
- (en) Cet article est partiellement ou en totalité issu de l’article de Wikipédia en anglais intitulé « Date Narikuni » (voir la liste des auteurs).